# Baptistère de Saint Louis
Baptistère de Saint Louis je predmet islamske umetnosti, izdelan iz kovane medenine in intarziran s srebrom, zlatom in niello. Izdelai so ga v siro-egipčanski coni, pod vladavino mamlukov, in sicer bakrokovač Muhammad ibn al-Zayn. Ta predmet je zdaj v oddelku za islamsko umetnost v Louvru pod inventarno številko LP 16. Kljub običajnemu imenu nima nobene povezave s francoskim kraljem Ludvikom IX., znanim kot Ludvik Sveti (1226 - 1270). Uporabljali so ga kot krstilnik prihodnjih francoskih kraljev, zaradi česar je bil pomemben islamski in francoski zgodovinski objekt.
Izvor in prvotni namen posode nista popolnoma znana, saj je bil prvi zapis o predmetu v francoskem cerkvenem popisu. Morda so jo uporabljali kot obredno umivalno posodo na mameluškem dvoru ali pa jo je naročil krščanski zavetnik.
Baptistère de Saint Louis ima zapleten vizualni program v notranjosti in zunanjosti, ki prikazuje številne različne skupine ljudi, najrazličnejše živali, ribe, rastline in arabske napise. Posoda je bila izdelana s postopkom graviranja in tolčenja z uporabo plemenite in visokokakovostne kovine. Zaradi dvoumne zgodovine znanstveniki še vedno razpravljajo o pomenu ikonografije, natančnem datumu in lokaciji nastanka ter o naročniku.

## Zgodovina
Pogoji naročila in izdelave predmeta še niso znani, prav tako datum in kontekst njegovega prihoda v Francijo. Ne pojavlja se na popisu blaga, ki ga je Karel V. postavil pred letom 1380, je pa omenjen okoli leta 1440 v neobjavljenem popisu zaklada Sainte-Chapelle de Vincennes. 14. septembra 1606 je bila uporabljena za krst bodočega kralja Ludvika XIII.
Krstilnik lahko večkrat zasledimo v 18. stoletju: najprej v popisu zakristije Sainte-Chapelle de Vincennes iz leta 1739 in v članku "Vincennes" v Opisu Pariza Jean-Aimar Piganiola iz La Force, leta 1742, v katerem pojasnjuje, da je bil krstilnik nekaj časa v Bâtme des Enfans de France in je služil pri krstu Dauphina, ki je pozneje zavladal kot Ludvik XIII. Nato nadaljuje z opisovanjem perzijskih ali kitajskih figur v celotni posodi, pa tudi z različnimi živalmi, predstavljenimi v celotnem notranjem frizu.
Leta 1791 se zdi, da je Aubin-Louis Milin v National Antiquities prvi vzpostavil povezavo med krstilnikom in Ludvikom svetim.
Isti avtor prepozna številne zahodnjaške like; meni, da štirje konjeniki, prisotni v medaljonih zunaj, kažejo na leta spopadov med sultani in Franki. Milin opozarja tudi na možnost zgodnejšega prihoda v Francijo, ki je povezan z veleposlaništvom Haruna al-Rašida pri Karlu Velikem v začetku 10. stoletja. Delo predstavlja tudi precej nenatančne gravure, ki pa kažejo, da predmet od takrat ni bil bistveno spremenjen, z izjemo dodatka dveh plošč na grbu Francije leta 1821, datuma, ko so predmet uporabljali za krst bordojskega vojvode.
17. januarja 1793 je bil krstilnik poslan v skladišče Petits-Augustins, preden je devet dni pozneje vstopil v muzej. Nadomeščen leta 1818 v Vincennesu, po kraljevem ukazu, se je vrnil v Louvre leta 1852 po dekretu Louisa Napoleona Bonaparteja, ki pravi, da bodo »vsi predmeti, ki so pripadali vladarjem, ki so vladali Franciji, poiskani, zbrani in postavljenii v palačo Louvra.« Začasno je zapustil muzej leta 1856, da bi služil v Notre Dame na krstno slovesnosti princa Napoleona Eugena; to je bilo zadnjič, da je bil  ta krstilnik uporabljen kot krstni predmet.
Leto 1866 zaznamujeta dve publikaciji: v Katalogu Muzeja suverenov Henry Barbet de Jouy opisuje teme posode in upodobitev saracenskega princa, ki se bori, lovi in se gosti, pa tudi različne živali, nekatere plenilce in nekaj plena.
Barbet de Jouy postavlja pod vprašaj prej predlagano datiranje in postavlja hipotezo o delu, o katerem so poročali v Franciji okoli leta 1150. Adrien Prévost de Longpérier pa v članku  predlaga prvo znanstveno študijo krstilnika. Odkril je izvor napačne datacije Piganiola, zavrača idejo, da je delo služilo ob krstu Ludvika svetega in vidi delo iz prve polovice 13. stoletja zaradi fleur-de-lys, za katere se zdi, da so bile v Evropi dodane v 13. ali 14. stoletju.
Leta 1930 je slogovna analiza Mehmeta Age Ogluja prva prepoznala krstilnik kot delo sirske delavnice in datum prve četrtine 14. stoletja. Devet let pozneje, v času nemške invazije, sta posodo varovala v gradu Chambord naravovarstvenika John David-Weill in David Storm Rice, ki je bil takrat v Parizu na študiju. Druga svetovna vojna je odložila izid monografije, ki je še danes najbolj izčrpna in najboljša ilustrativna referenca. V interpretacije pa je od takrat delno dvomilo več raziskovalcev.

## Opis
Baptistère de Saint Louis je velika posoda s poenostavljenim profilom, izdelana iz enega samega lista medenine. Glede na publikacije se njegove dimenzije nekoliko razlikujejo:
- višina je med 22 cm[11] in 24,4 cm[12] ;
- največji premer se giblje med 50,2 cm[13] in 50,4 cm ;
- D.S. Rice navaja tudi najmanjši premer: 38,4 cm.

Ima okras, ki prikazuje človeške figure tako znotraj kot zunaj, za kar je značilna velika raznolikost likov, v oblačilih, fizičnem izgledu in drži. Po mnenju D. S. Ricea bi bil ta okras usmerjen vzdolž osi, ki poteka skozi srebro pod robom posode in značilen oklep. Vsi figurativni motivi so na ozadju rastlinskega listja, kjer so različne živali. Zunaj zavzema okras spodnji del posode; sestoji iz glavnega registra s frizi likov, ki jih prekinjajo štirje medaljoni, obrobljena z dvema frizoma bežečih živali, ki jih prekinjajo štirje medaljoni s heraldiko fleur-de-lys. Nad zgornjim registrom se s lancetami konča rastlinski vzorec. Na nedotaknjenem območju je velik napis v srebru. Na robu oboda je prisoten tudi friz bežeče živali.
V notranjosti se dekor v zgornjem delu razgrne v obliki velikega registra, okrašenega s konjeniki, ki ga prekinjajo štirje medaljoni: dva s prestolnim prizorom, dva z orožjem. Na obeh straneh tega glavnega registra se razgrnejo živalski frizi, ki jih prekinjajo medaljoni fleur-de-lys. Na obodu je z valovitim vzorcem označen friz, kjer se pojavljajo stilizirane ptice. Na dnu te dekoracije se s lancetami konča rastlinski vzorec. Tudi dno posode je na obodu okrašeno s frizom lancet, v notranjosti pa množica vodnih živali.

## Izdelava
Tehnika izdelave tega predmeta je sestavljena iz intarzije, ki se v Kairu še danes izvaja. Umetnik najprej razvije želeni vzorec tako, da natolče medenino in jo nato polira. Nato ustvari naslednjo plast dekorativne kovine tako, da površino posode razdeli na dele, nato nariše figure in listje. Umetnik izreže vzorce iz plemenite kovine in jih pripravi za tolčenje v medenino. Umetnik nato začne delati, tolče dragocene materiale, srebro in zlato, v baker, nato pa vgravira podrobnosti. Zadnji korak je premaz sklede z bitumenskim črnim materialom, ki izboljša gravure, poudari konture in ustvari kontraste.
Ta tehnika se je pojavila v islamskih deželah v 12. stoletju, verjetno v vzhodnem Iranu, preden se je hitro razširila v sirski svet. Dinastija Ajubidov, zlasti umetniki "mosulske šole", od katerih so nekateri delali v Damasku, so to tehniko pripeljali do vrhunca. Mameluki, ki so prišli na oblast leta 1250, so prevzeli to tradicijo in izdelali veliko razkošnih del v obdobju Bahrit (1250-1382).
Kljub na splošno stabilnemu stanju ohranjenosti je Baptistère de Saint Louis izgubil del svojega vložka, bodisi zaradi obrabe časa (kar verjetno velja za ribe, ki jih je prekrila voda) bodisi zaradi vandalov, ki so ukradli plemenito kovino. Ta pojav kraje in izgube se je zgodil predvsem ob koncu 14. stoletja, ko je bilo plemenitih kovin malo.p. 108.</ref> Vendar pa je večina vložkov posode ostala.
Organizacija dela v delavnicah je zaradi pomanjkanja pisnih virov še vedno težko razumljiva. Čeprav se zdi, da se bakrokovači podpisujejo na svoje delo bolj kot drugi obrtniki, so še vedno veljali za obrtnike sekundarnega statusa, ki verjetno ne bi pritegnili pozornosti sodobnih učenjakov. Krstilnik nosi podpis ene osebe po imenu Muhammad ibn al-Zayn, ki je svoje ime dal tudi na manjšo skledo v Louvru. LA Mayer poudarja, da nekatera dela z dvema podpisoma kažejo, da je običajno vsaj en umetnik, ki opravlja temeljno delo pri oblikovanju sklede, drugi, Naqqash, pa je bil glavni dekorativni vložek. Ko je ime vpisano s srebrnimi črkami, to običajno pomeni, da je bila ta oseba »mojster« in vstavljalec. Eno takšnih imen je Muhammad ibn al-Zayn, Al mu'allim. Uporaba izraza al-mu'allim najdemo v drugih kosih mameluških intarziranih kovin, kot je kos pohištva na ime an-Nasir Muhammad ibn Qala'un, ki ga hranijo v Muzeju islamske umetnosti v Kairu ali ogledalo, ohranjeno v muzeju Topkapi.